# Cantuaria delli
Cantuaria delli là một loài nhện trong họ Idiopidae.
Loài này thuộc chi Cantuaria. Cantuaria delli được Raymond Robert Forster miêu tả năm 1968.